# 4-й меридіан східної довготи
4-й меридіан східної довготи — лінія довготи, що лежить на 4 градуси східніше Гринвіцького меридіана. Вона проходить від Північного полюса через Північний Льодовитий океан, Європу, Африку, Атлантичний океан, Південний океан та Антарктиду до Південного полюса.
4-й меридіан східної довготи формує велике коло разом із 176-мим меридіаном західної довготи.

## Список географічних об'єктів, що перетинає 4° сх. д.
Починаючи на Північному полюсі та рухаючись до Південного полюса, 4-й меридіан східної довготи проходить через:
| Координати                                               | Країна, територія або море | Примітки |
| -------------------------------------------------------- | -------------------------- | --- |
| 90°0′ пн. ш. 4°0′ сх. д. / 90.000° пн. ш. 4.000° сх. д.  | Північний Льодовитий океан | |
| 81°25′ пн. ш. 4°0′ сх. д. / 81.417° пн. ш. 4.000° сх. д. | Атлантичний океан          | |
| 61°0′ пн. ш. 4°0′ сх. д. / 61.000° пн. ш. 4.000° сх. д.  | Північне море              | |
| 51°50′ пн. ш. 4°0′ сх. д. / 51.833° пн. ш. 4.000° сх. д. | Нідерланди                 | Проходить через острови Гуре-Оверфлакке та Схаувен-Дьойвеланд Проходить через півострови Толен та Зьойд-Бевеланд[en] Проходить через Зеландську Фландрію |
| 51°14′ пн. ш. 4°0′ сх. д. / 51.233° пн. ш. 4.000° сх. д. | Бельгія                    | |
| 50°21′ пн. ш. 4°0′ сх. д. / 50.350° пн. ш. 4.000° сх. д. | Франція                    | Проходить західніше Реймса |
| 43°33′ пн. ш. 4°0′ сх. д. / 43.550° пн. ш. 4.000° сх. д. | Середземне море            | |
| 40°4′ пн. ш. 4°0′ сх. д. / 40.067° пн. ш. 4.000° сх. д.  | Іспанія                    | Проходить через острів Менорка |
| 39°55′ пн. ш. 4°0′ сх. д. / 39.917° пн. ш. 4.000° сх. д. | Середземне море            | |
| 36°54′ пн. ш. 4°0′ сх. д. / 36.900° пн. ш. 4.000° сх. д. | Алжир                      | |
| 19°5′ пн. ш. 4°0′ сх. д. / 19.083° пн. ш. 4.000° сх. д.  | Малі                       | |
| 16°6′ пн. ш. 4°0′ сх. д. / 16.100° пн. ш. 4.000° сх. д.  | Нігер                      | Приблизно на 8 км |
| 16°1′ пн. ш. 4°0′ сх. д. / 16.017° пн. ш. 4.000° сх. д.  | Малі                       | Приблизно на 5 км |
| 15°59′ пн. ш. 4°0′ сх. д. / 15.983° пн. ш. 4.000° сх. д. | Нігер                      | |
| 12°51′ пн. ш. 4°0′ сх. д. / 12.850° пн. ш. 4.000° сх. д. | Нігерія                    | |
| 6°25′ пн. ш. 4°0′ сх. д. / 6.417° пн. ш. 4.000° сх. д.   | Атлантичний океан          | |
| 60°0′ пд. ш. 4°0′ сх. д. / 60.000° пд. ш. 4.000° сх. д.  | Південний океан            | |
| 70°3′ пд. ш. 4°0′ сх. д. / 70.050° пд. ш. 4.000° сх. д.  | Антарктида                 | Проходить через Землю Королеви Мод (претендує Норвегія)                                                                                                  |